# Ђенерал Милан Недић
Ђенерал Милан Недић је српски ТВ филм из 1999. године. Режирао га је Слободан Радовић, а сценарио је написао Синиша Ковачевић. Филм је по жанру драма, а премијерно је приказан 1999. године на Радио-телевизији Србије.

## Улоге
| Глумац                | Улога                |
| --------------------- | -------------------- |
| Данило Бата Стојковић | Милан Недић          |
| Љиљана Благојевић     | Анђела Недић - Вукић |
| Михаило Јанкетић      | Немац                |
| Бранка Петрић         | Живка Недић          |
| Михајло Костић Пљака  | Милутин Недић        |
| Небојша Вранић        | иследник             |
| Живојин Миленковић    | Милан Аћимовић       |
| Миодраг Поповић Деба  | професор Хаџипенчић  |
| Љиљана Међеши         | Драгиња              |